# IC 2461
IC 2461 — галактика типу Sb (компактна витягнута галактика) у сузір'ї Рись.
Цей об'єкт міститься в оригінальній редакції індексного каталогу.